# Věra Suková
Věra Pužejová Suková (Uherské Hradiště, 13 giugno 1931 – Praga, 13 maggio 1982) è stata una tennista cecoslovacca.

## Biografia
Nel 1957 ottenne il suo miglior risultato vincendo gli Open di Francia nel doppio misto, in coppia con Jiří Javorský, battendo Edda Buding e Luis Ayala 6-3, 6-4.
Nel 1962 raggiunse la finale nel singolare a Wimbledon, venendo poi sconfitta da Karen Hantze Susman per 6-4, 6-4.
In Fed Cup giocò due partite, collezionando una vittoria e una sconfitta.

## Vita privata
Nel 1961 sposò Cyril Suk dal quale ebbe due figli, diventati anch'essi tennisti: Helena (1965) e Cyril III (1967) .

## Statistiche

### Doppio misto

#### Vittorie (1)
| Numero | Anno | Torneo                            | Superficie  | Compagno      | Avversari in finale    | Punteggio |
| 1.     | 1957 | Internazionali di Francia, Parigi | Terra rossa | Jiří Javorský | Edda Buding Luis Ayala | 6-3, 6-4  |